# 那須弘道

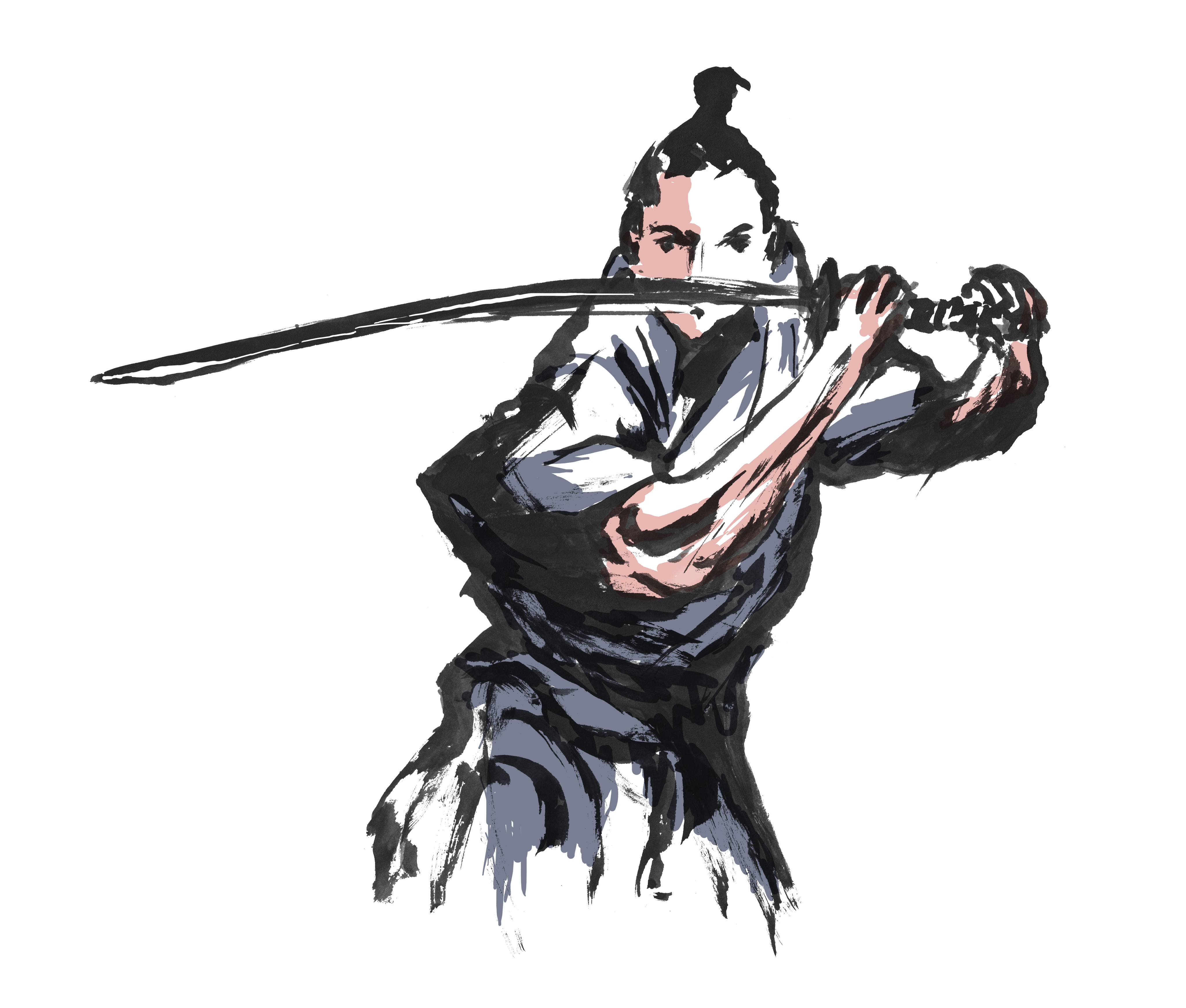
墨絵の剣士

那須 弘道（なす ひろみち、1957年 - ）は日本の造形芸術家。広告デザイナー、グラフィックデザイナー、Webデザイナー、イラストレーター、コピーライター、画家などの肩書を持つ。イラストからはしばらく離れていたが、その後いろいろの画法で絵を数千点描く。現在は墨絵を中心に創作活動を行っている。

## 経歴・人物
1957年、東京都に生まれる。子供の頃から絵を描くのが好きだったが、進学を選び駒場東邦中学校・高等学校を経て多摩美術大学美術学部グラフィックデザイン学科に入学。卒業後、広告代理店でデザイナー及びアートディレクターの職務に従事し、30年間勤める。会社における勤務経験を通し、大学では得られなかった「カラーコーディネーター」の知識を得る。
会社を離れた後は代々木アニメーション学院でアニメキャラの描き方を教わり、人体などの描き方をあらためて正しく覚える。
2022年現在、長年住んだ東京都調布市から長野県北佐久郡軽井沢町に移住して作画作業を行っている。浅間山の存在の雄大性に感動して、日本一有名な富士山とは違う物を追求、それを自分なりにアートとして表現作業をしている。風景・建物・植物・人物など沢山ストックして、さらにそれをイラストに起こして自分のオリジナルな作品にして3500点以上のイラストストックがある。64歳を過ぎて墨と筆だけで描く事に独自の道を開こうとしていたが、現実にはクライアントの要望で既存の描き方で描いてしまっているという事らしいが、早く自分独自の表現をしたいと望んでいる。

### 作風
初期はグロテスクの絵を展開していたが、現在はまったく違う分野を追求している。一発墨絵絵画を中心に、対象物を見ないで頭の中に浮かんだ物を描く独特な表現を追求している。いままでにない墨絵の画集を発表する予定であるが未定。
イラスト画法は絵の具や墨汁を使った筆での描きとパステルや色鉛筆を使ったアナログから、ペンタブレットを使ったデジタルまで技法・対象物も問わず、表現方法もリアル調からアニメ調も含め何でも描く事が出来る。
イラストの他にも広告デザイン、ポスターやパンフレットなどの紙媒体のデザイン・Webデザインなど仕事として対応可能である。対象物も表現技術も選ばないが、クライアントに応じての描き方で表現している。

### 受賞歴
- 第1回国際SFアート大賞・シルバー賞受賞。
- 第3回日本グラフィック展・準入選。
- 第2回国際SFアート大賞・シルバー賞受賞。
- 第4回日本グラフィック展・佳作賞。
- 第4回NAAC展・入選。
- ロットリングイラストコンテスト・入選。
- 第5回NAAC展・入選。
- 桜島CGコンテスト・特選
- 2016年レバテック賞受賞

### その他
好きなアーチストは水木しげる、H・R・ギーガー、シド・ミード。また、江戸時代の浮世絵師の安藤広重、葛飾北斎、喜多川歌麿は日本の誇るアーチストだと本人は絶賛している。一方、近・現代の日本のアーチストはコネで売れているか、さもなくば無意味にニューヨークなど海外に行って何かしら恰好だけ付けていて、個性が無くなったと悲観している。